# Street Fighter III
Street Fighter III er et videospil i fighting-genren udviklet af Capcom. Det blev udgivet i sin første version i spillehallerne i 1997 som Street Fighter III New Generation, og er senere udgivet i to opdaterede udgaver, 2nd Impact og 3rd Strike med nye figurer og forskellige ændringer. Spillet fungerer i 2d, ligesom sin forgænger Street Fighter II fra 1991.

## Figurer
Den første udgave af Street Fighter III indeholder ti spilbare figurer, hvoraf kun to, Ryu og Ken, er gengangere fra tidligere spil i serien. De tilgængelige figurer i de forskellige udgaver er som følger:
New Generation
- Alex
- Sean
- Ryu (fra Street Fighter 1 og 2)
- Ken (fra Street Fighter 2)
- Dudley
- Ibuki
- Necro
- Yun
- Elena
- Oro

2nd Impact
- Yang (var med i "New Generation", men var identisk med Yun. Er med "2nd Impact" blevet en unik figur)
- Hugo (baseret på en figur fra spillet "Final Fight")
- Urien
- Akuma ("Gouki" på japansk; hemmelig figur)

3rd Strike
- Chun Li (fra Street Fighter 2)
- Makoto
- Q (fungerer både som almindelig spilbar figur og hemmelig modstander)
- Twelve
- Remy

Figuren Gill er slutboss i alle udgaver af spillet, men er kun spilbar i versionerne til hjemmekonsoller.

## Hjemmeudgaver
New Generation og 2nd Impact er udgivet i en samlet pakke til Dreamcast under titlen Street Fighter III: Double Impact i 1999. 3rd Strike er udgivet til Dreamcast i 2000 og til PS2 i 2004; i Japan som standardudgivelse i 2004 og i USA som en del af pakken Street Fighter Anniversary Collection, som også findes til Xbox.